# UTC+13:45

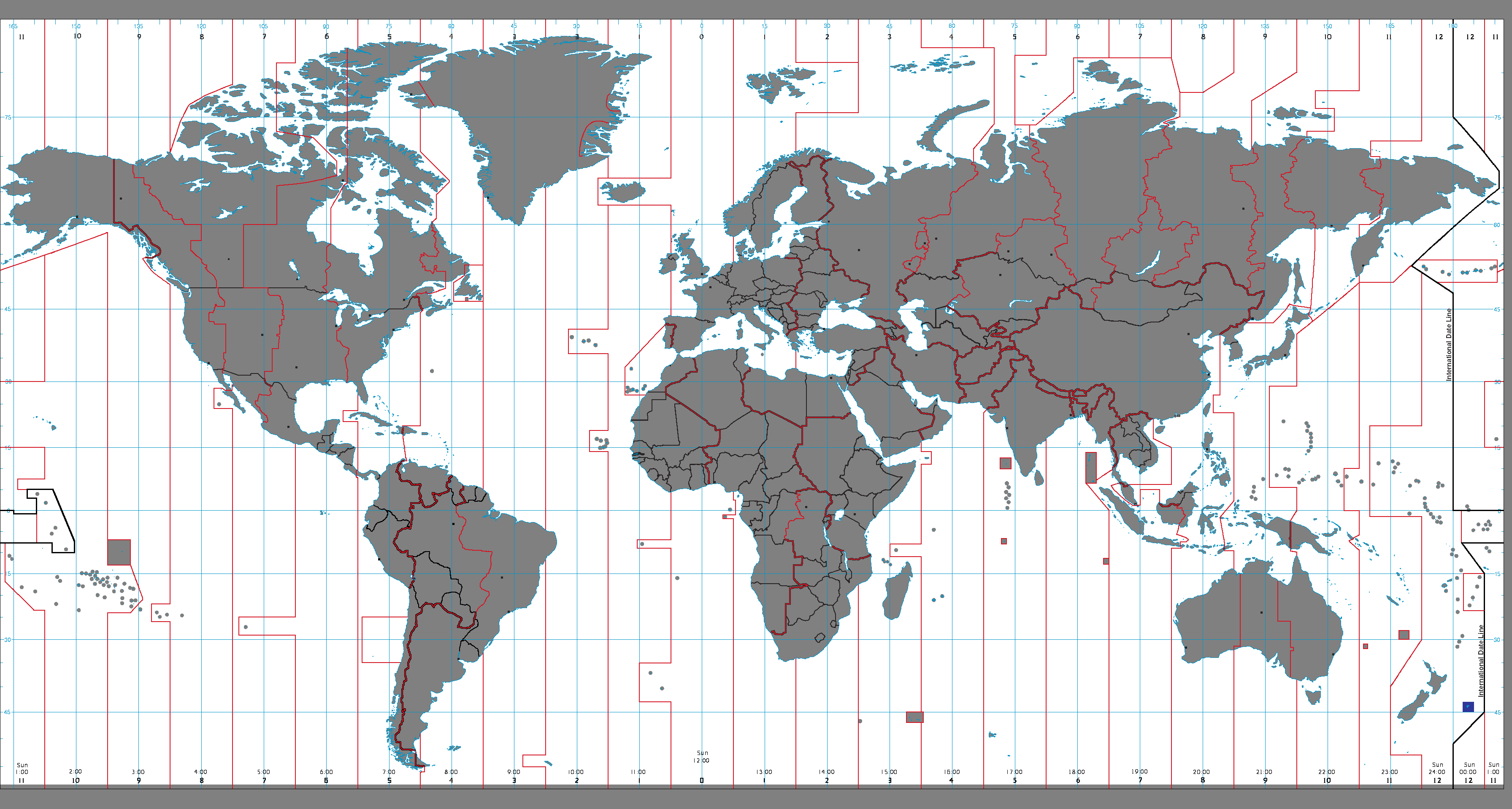
Az UTC+13:45 területei:

Az UTC+13:45 egy időeltolódás, amely 13 és háromnegyed órával van előrébb az egyezményes koordinált világidőtől (UTC).

## Nyári időszámításként használó területek

### Óceánia
- Új-Zéland
  - Chatham-szigetek

## Időzóna ebben az időeltolódásban
| Időzóna neve angolul  | Időzóna neve magyarul       | Időzóna rövidítése |
| --------------------- | --------------------------- | ------------------ |
| Chatham Daylight Time | Chatham-szigeteki nyári idő | CHADT              |

## Fordítás
Ez a szócikk részben vagy egészben  az   UTC+13:45 című angol Wikipédia-szócikk ezen változatának fordításán alapul.  Az eredeti cikk szerkesztőit annak laptörténete sorolja fel. Ez a jelzés csupán a megfogalmazás eredetét és a szerzői jogokat jelzi, nem szolgál a cikkben szereplő információk forrásmegjelöléseként.

## Kapcsolódó szócikk
- UTC+12:45